# Palminópolis
Palminópolis é um município brasileiro do estado de Goiás. Recebeu esta denominação, por estar localizada entre as cidade goianas de Palmeiras de Goiás e Firminópolis. Sua população estimada em 2019 foi de 3 585 habitantes. A economia é baseada na agropecuária. A cidade localiza-se a 108 km da capital, Goiânia.